# Фарванген
Фарванген (нім. Fahrwangen) — громада  в Швейцарії в кантоні Ааргау, округ Ленцбург.

## Географія
Громада розташована на відстані близько 75 км на північний схід від Берна, 19 км на південний схід від Аарау.
Фарванген має площу 4 км², з яких на 17,3% дозволяється будівництво (житлове та будівництво доріг), 57% використовуються в сільськогосподарських цілях, 25,1% зайнято лісами, 0,5% не є продуктивними (річки, льодовики або гори).

## Демографія
2019 року в громаді мешкало 2280 осіб (+23% порівняно з 2010 роком), іноземців було 23,6%. Густота населення становила 569 осіб/км².
За віковим діапазоном населення розподілялося таким чином: 21,5% — особи молодші 20 років, 62,7% — особи у віці 20—64 років, 15,7% — особи у віці 65 років та старші. Було 977 помешкань (у середньому 2,3 особи в помешканні).
Із загальної кількості 855 працюючих 35 було зайнятих в первинному секторі, 356 — в обробній промисловості, 464 — в галузі послуг.

## Персоналії
- У Фарвангені помер видатиний дослідник творчості Данте пастор Джованні Андреа Скартацціні.